# Klosterstrasse (Berlins tunnelbana)
Klosterstrasse (tysk stavning: Klosterstraße) är en tunnelbanestation på linje U2 i Berlins tunnelbana. Den ligger under gatan Klosterstrasse, nära Alexanderplatz i stadsdelen Mitte, och invigdes år 1913. I närheten ligger Altes Stadthaus, Graues Kloster samt Parochialkirche.

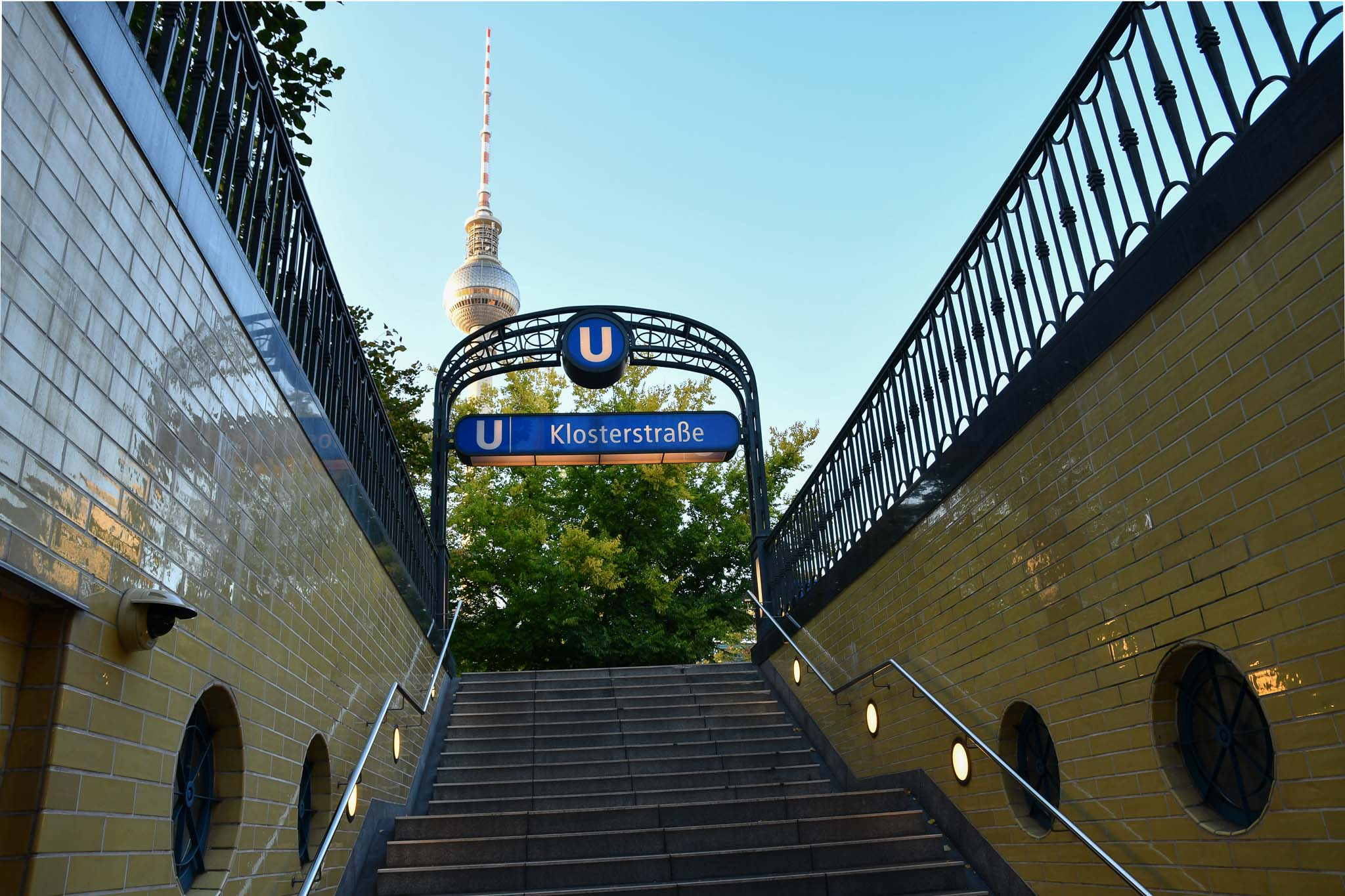
Norra entrén
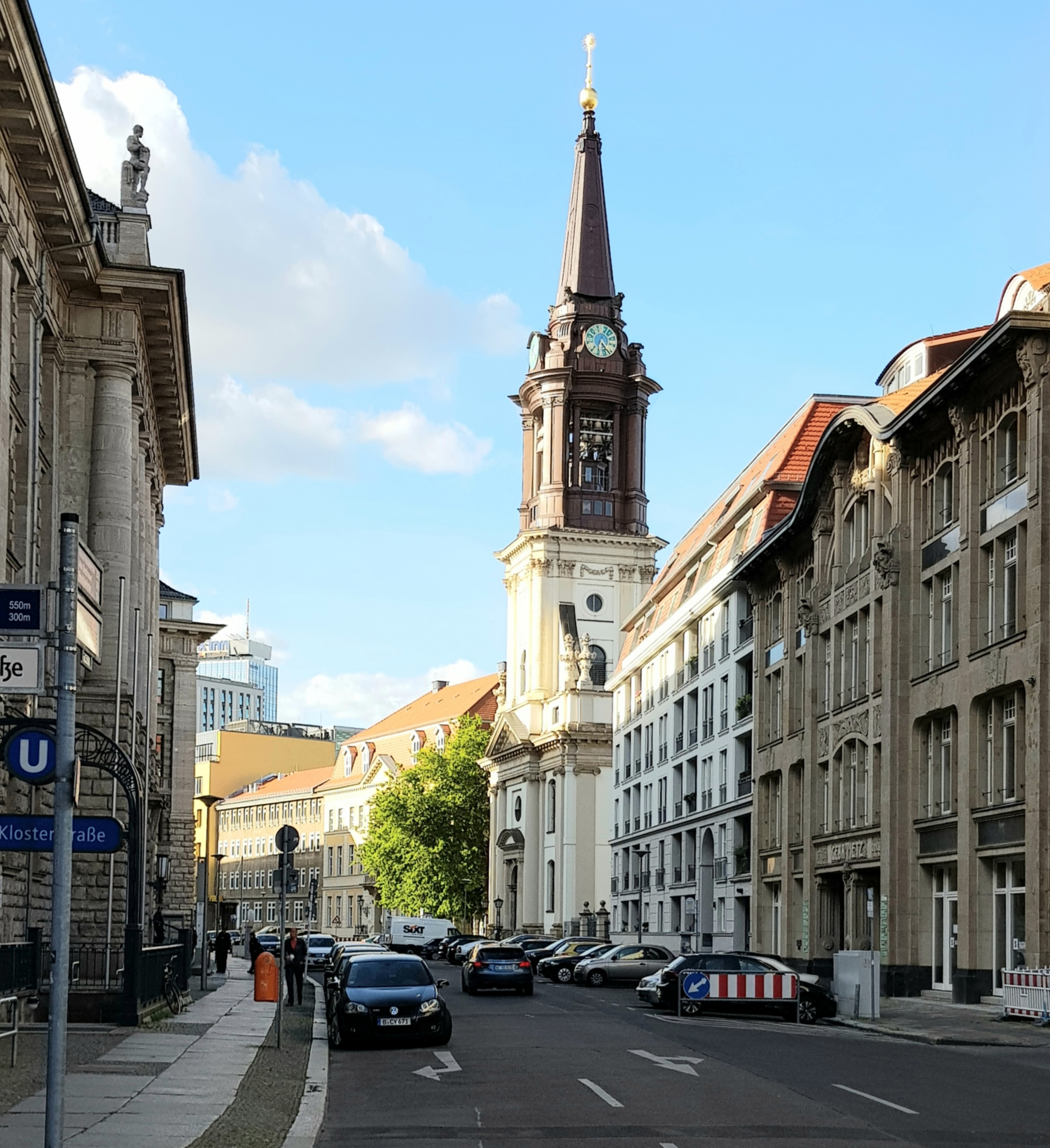
Södra entrén och Parochialkirche
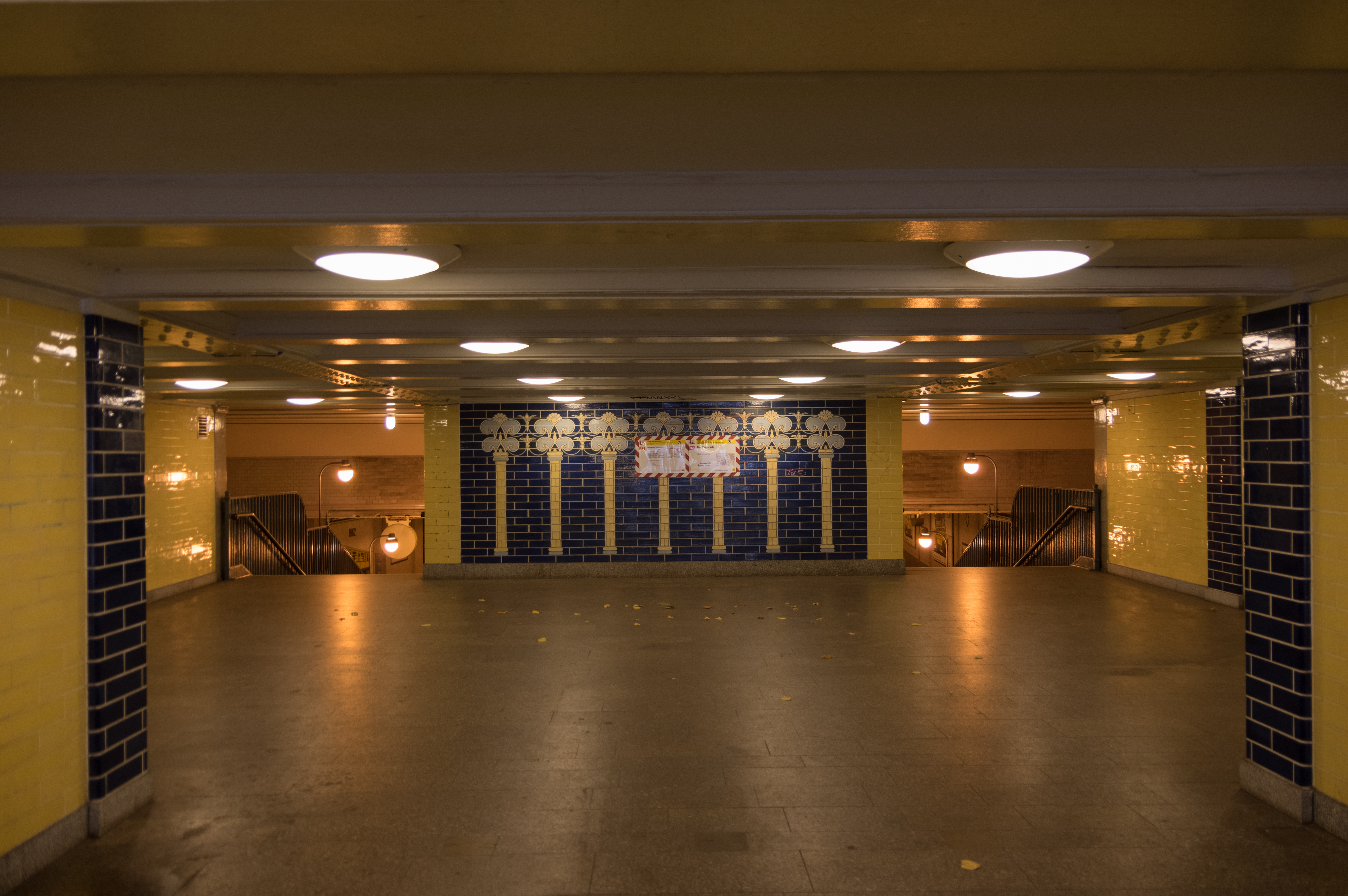
Entréhall
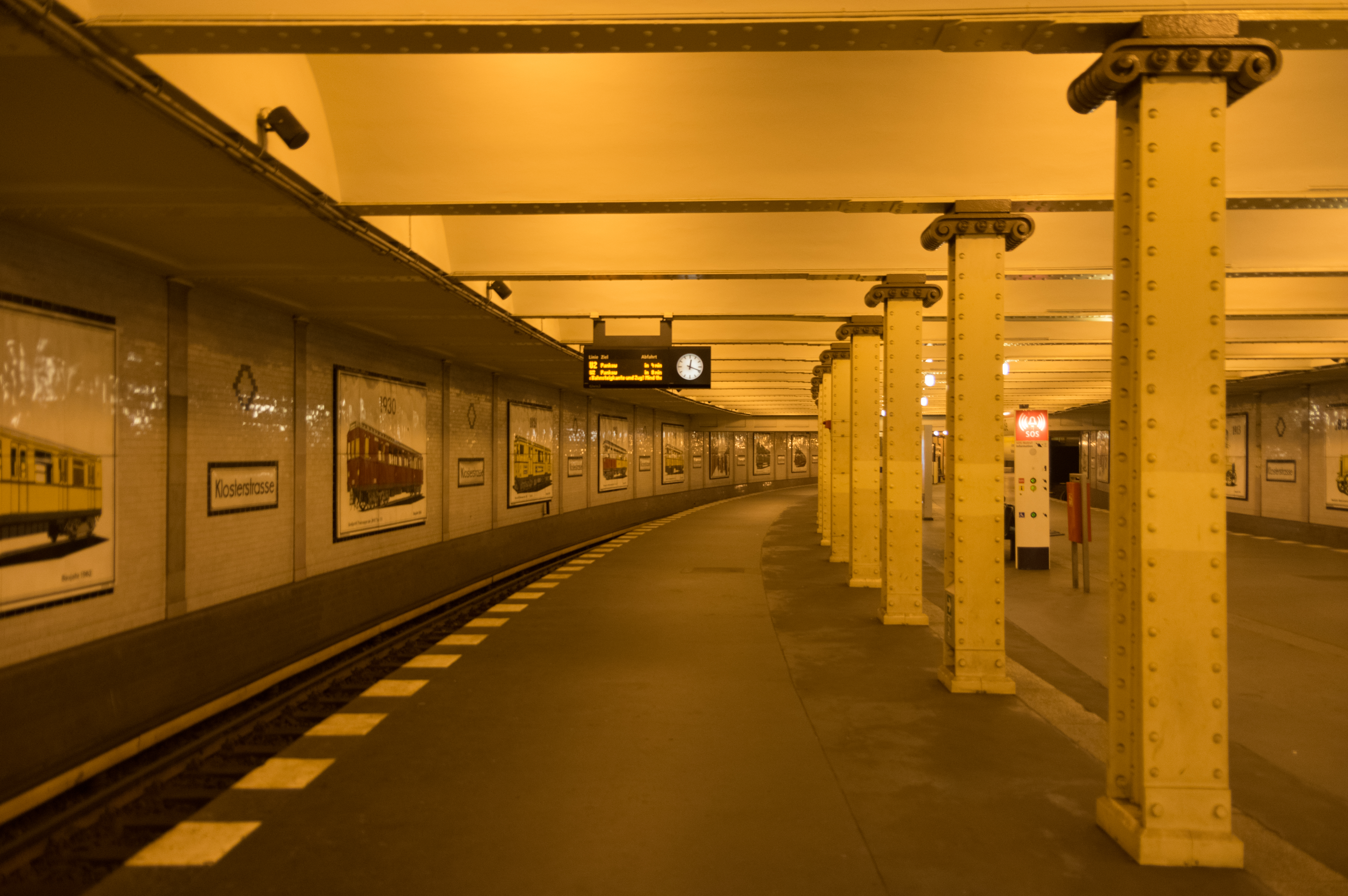
U-Bahn Klosterstrasse
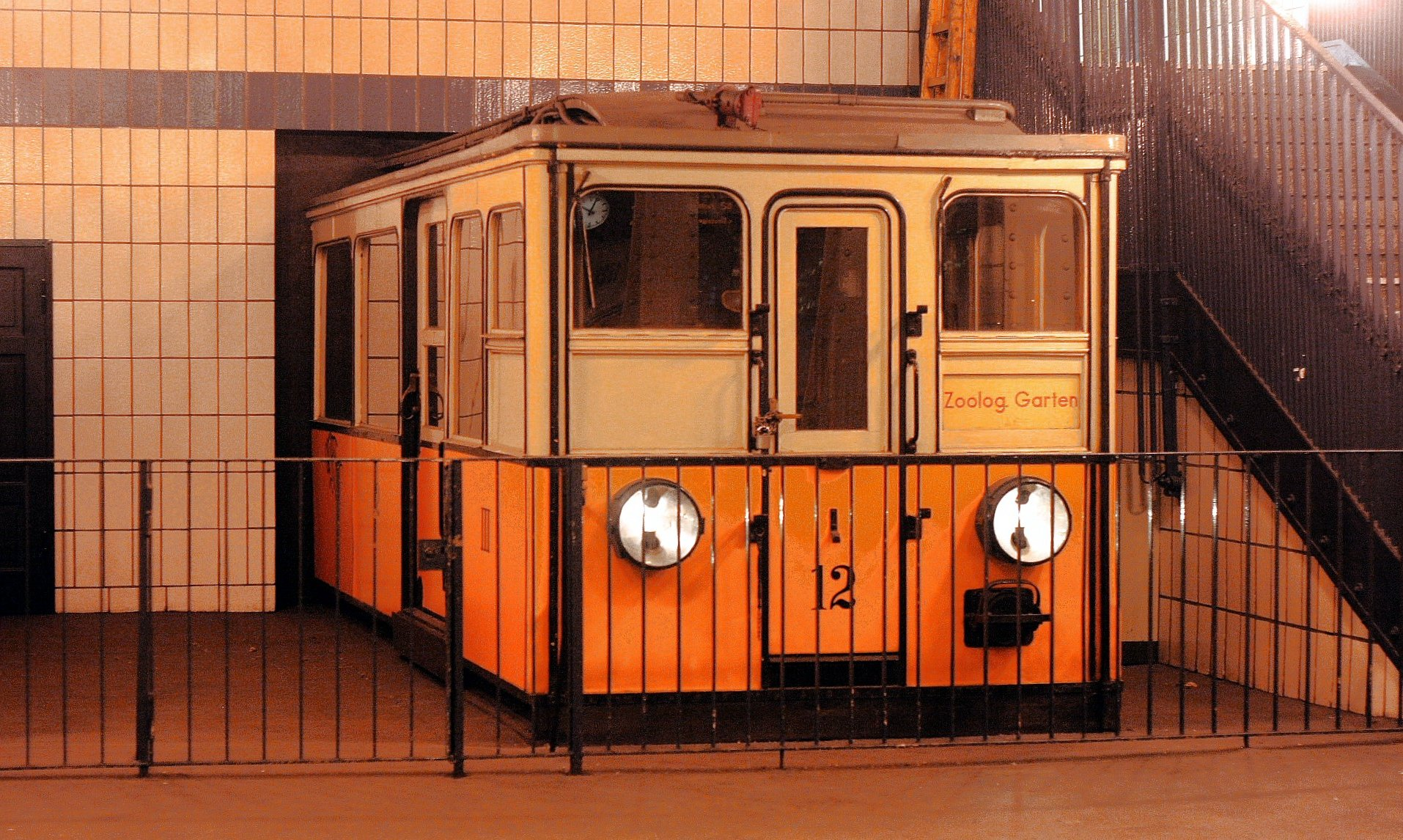
Gammalt U-Bahntåg vid ena entrén
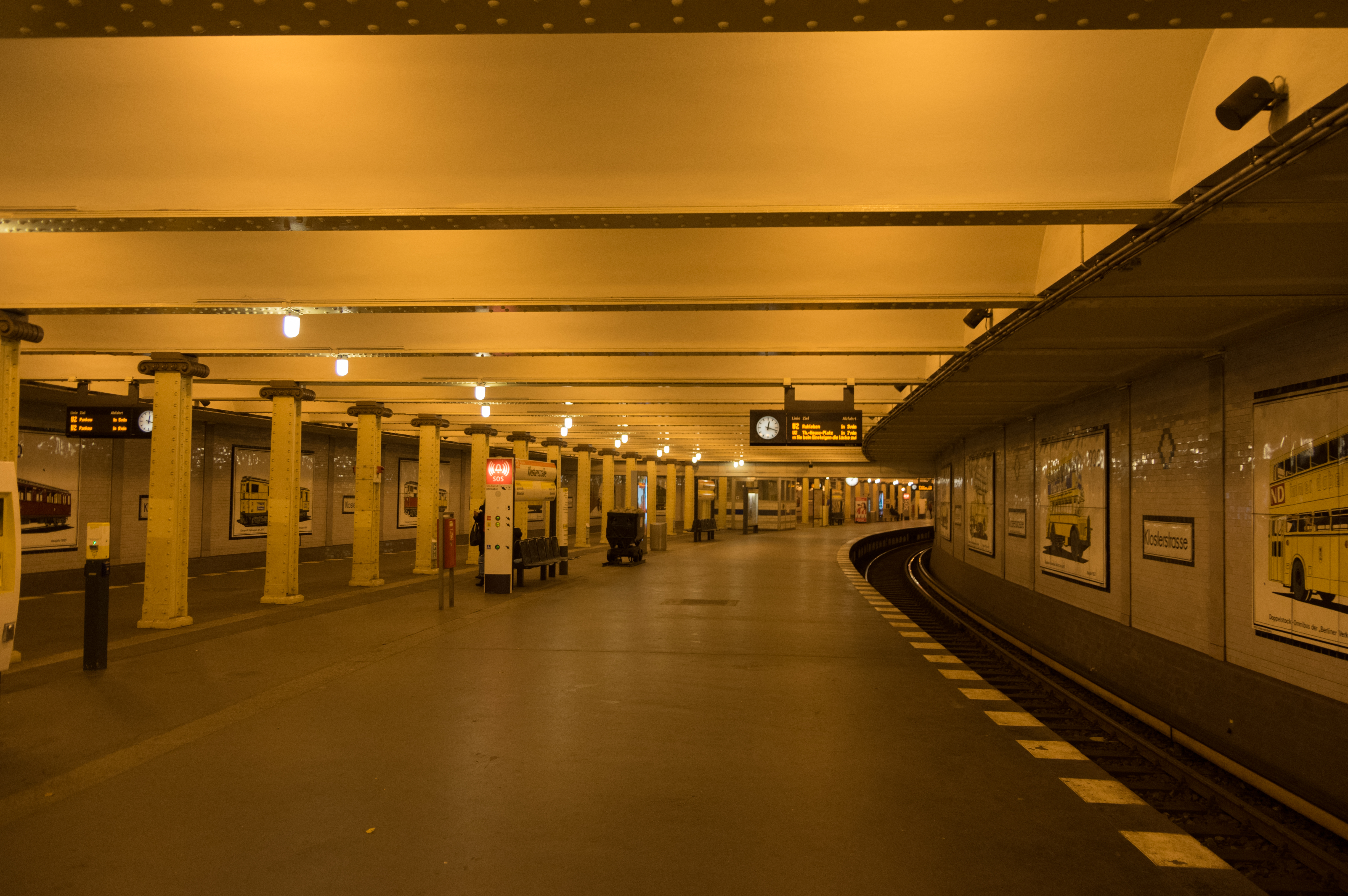
Perrongen

## Källa
- K. Lufsky: Die Grundwasserabdichtung des U-Bahn-Verbindungstunnels Klosterstraße–Littenstraße in Berlin. In: Bauplanung und Bautechnik, 6. Jg., Heft 15 (Dezember 1952), S. 561–566.